# Ligne Sakurajima
La ligne Sakurajima (桜島線, Sakurajima-sen), appelée également ligne JR Yumesaki (JRゆめ咲線, JR Yumesaki-sen), est une courte ligne ferroviaire exploitée par la West Japan Railway Company (JR West) au Japon. Elle relie la gare de Nishikujō à celle de Sakurajima à Osaka. La ligne dessert notamment le parc Universal Studios Japan.
La ligne Sakurajima constitue la ligne P du réseau urbain de la JR West dans l'agglomération d'Osaka-Kobe-Kyoto.

## Histoire
La ligne Sakurajima correspond à la section entre Sakurajima et Nishikujō de l'ancienne ligne Nishinari, ouverte en 1898. Elle devient officiellement la ligne Sakurajima en 1961 lorsque le tronçon Nishikujō-Osaka est intégré à la ligne circulaire d'Osaka.
Le 29 janvier 1940, le déraillement d'un autorail à Ajikawaguchi et l'incendie qui suivit font 189 morts et 69 blessés.

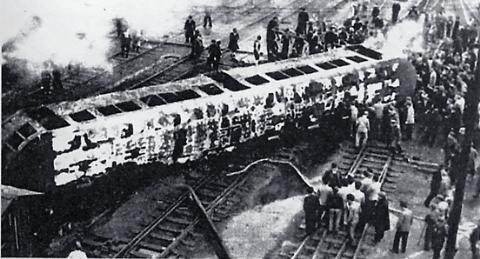
Épave de l'aurorail qui a déraillé à Ajikawaguchi le 29 janvier 1940
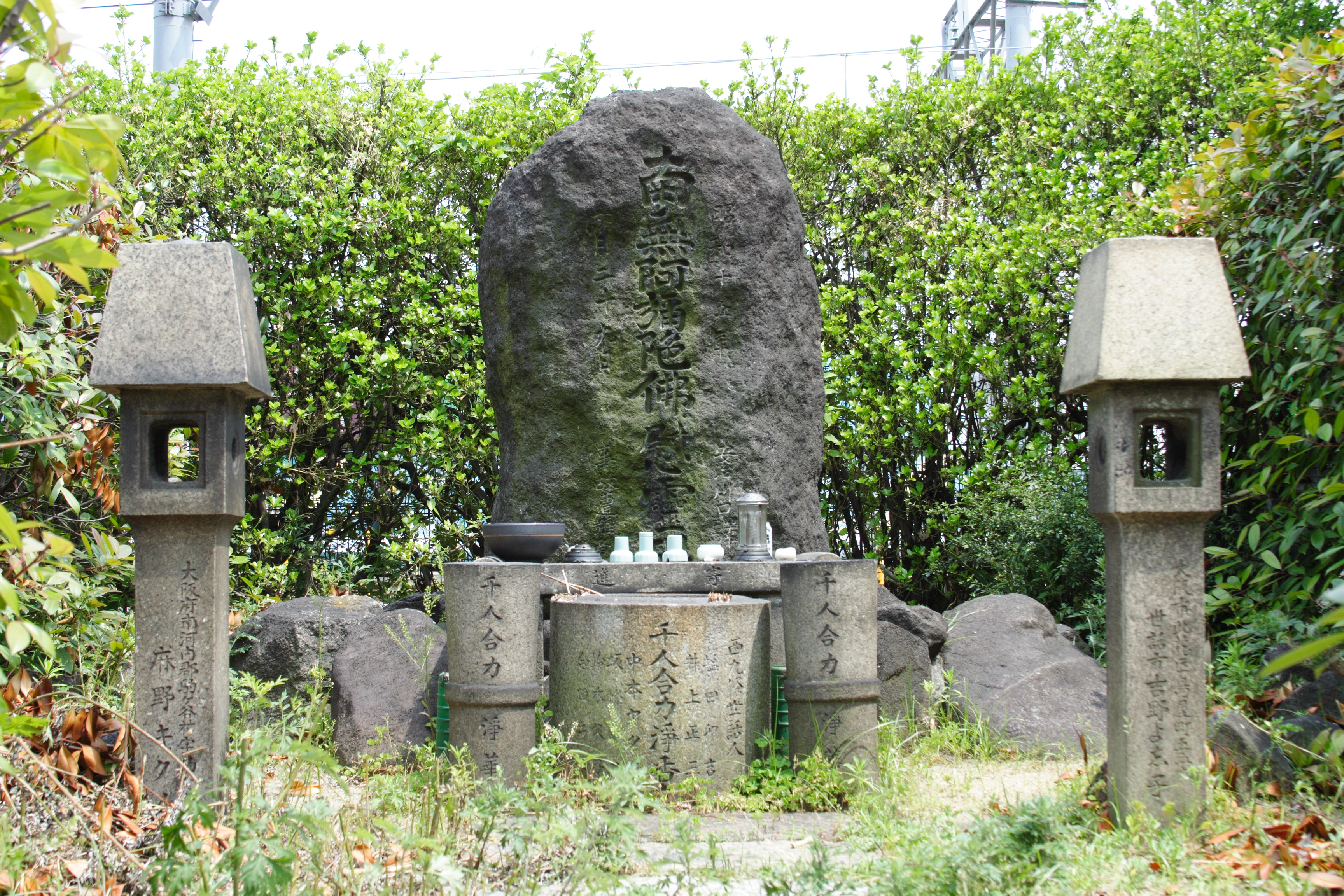
Monument aux victimes du déraillement, à la sortie de la gare

## Caractéristiques

### Ligne
- Longueur : 4,1 km
- Écartement : 1 067 mm
- Alimentation : 1 500 V par caténaire
- Vitesse maximale : 95 km/h
- Nombre de voies : double voie

### Interconnexion
La ligne est interconnectée à Nishikujō avec la ligne circulaire d'Osaka. Les trains continuent généralement jusqu'à la gare de Tennōji.

### Tracé
|  |

### Liste des gares
La ligne comprend 4 gares.
| Numéro | Gare           | Nom japonais       | Distance depuis Nishikujō (km) | Correspondances                                                     | Arrondissement |
| ------ | -------------- | ------------------ | ------------------------------ | ------------------------------------------------------------------- | -------------- |
| JR-P14 | Nishikujō      | 西九条             | 0                              | JR West : Ligne circulaire d'Osaka (interconnexion) Hanshin : Namba | Konohana       |
| JR-P15 | Ajikawaguchi   | 安治川口           | 2,4                            |                                                                     | Konohana       |
| JR-P16 | Universal City | ユニバーサルシティ | 3,2                            |                                                                     | Konohana       |
| JR-P17 | Sakurajima     | 桜島               | 4,1                            |                                                                     | Konohana       |